# Alexandre Oustinov (photographe)
Pour les articles homonymes, voir Ustinov.
Alexandre Vassilievitch Oustinov ou Alexander Ustinov (en russe : Александр Васильевич Устинов), né à Moscou le 16 juin 1909 et mort dans la même ville le 8 février 1995, est un photographe et photojournaliste russe.

## Biographie
Alexandre Oustinov commence à photographier dans les années 1930 ; il est correspondant indépendant pour les journaux Krasnaya Voin et Krasnaïa Zvezda. De 1935 à 1937, il photographie la construction du métro de Moscou. En 1939, il est employé comme photographe par Krasnaïa Zvezda. Il a travaillé pour l'agence RIA Novosti.
De 1941 à 1945, pendant la Seconde Guerre mondiale, Oustinov est correspondant de guerre pour la Pravda ; il photographie la Grande Guerre patriotique. Il réalise les photographies historiques de la première rencontre entre soldats américains et soviétiques, près de Torgau en Allemagne, lors du Jour de l'Elbe le 25 avril 1945, en les reconstituant avec les protagonistes originaux. 

## Publications
- (ru) С «лейкой» и блокнотом [Avec un Leica et un carnet], Iskusstwo, 1985 (édition de ses mémoires).

## Galerie

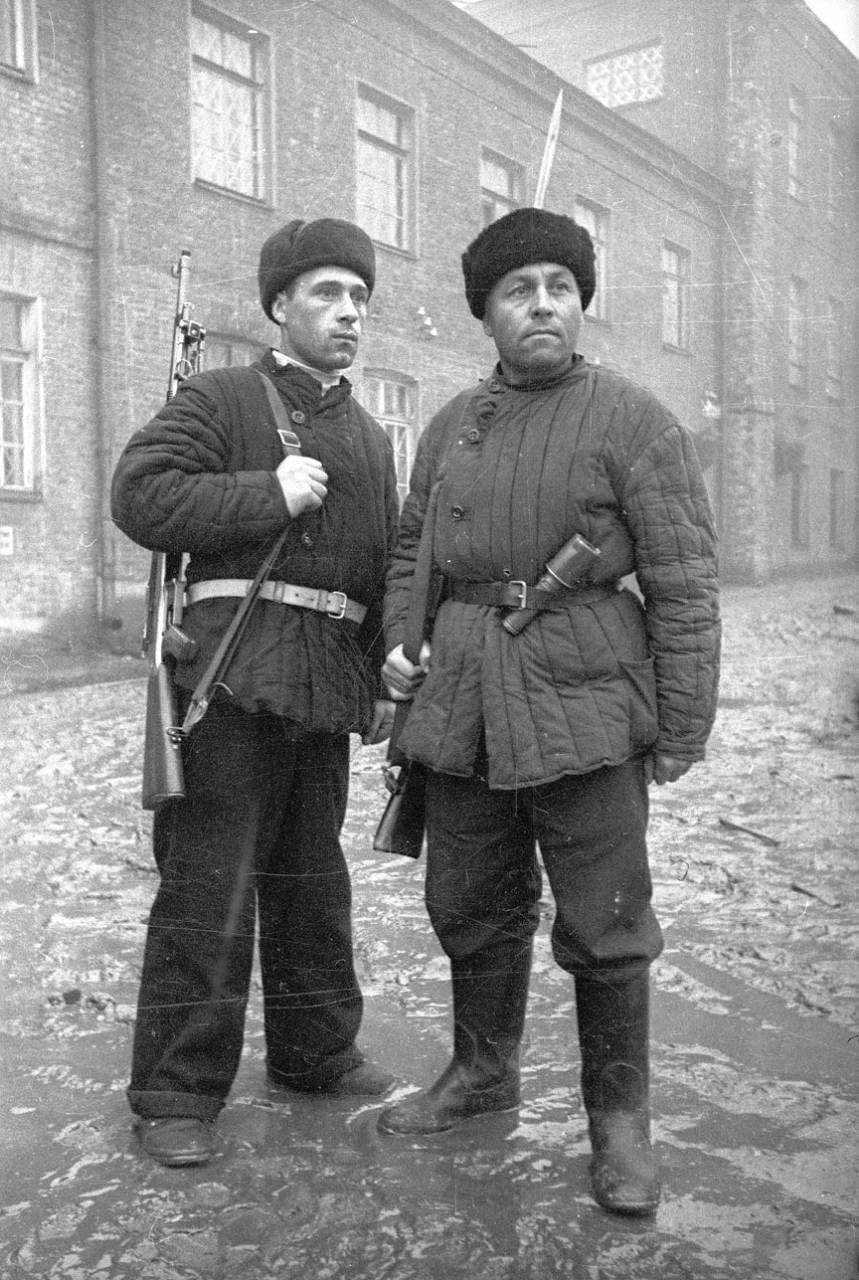
Ouvriers-miliciens à Moscou, 10 octobre 1941.
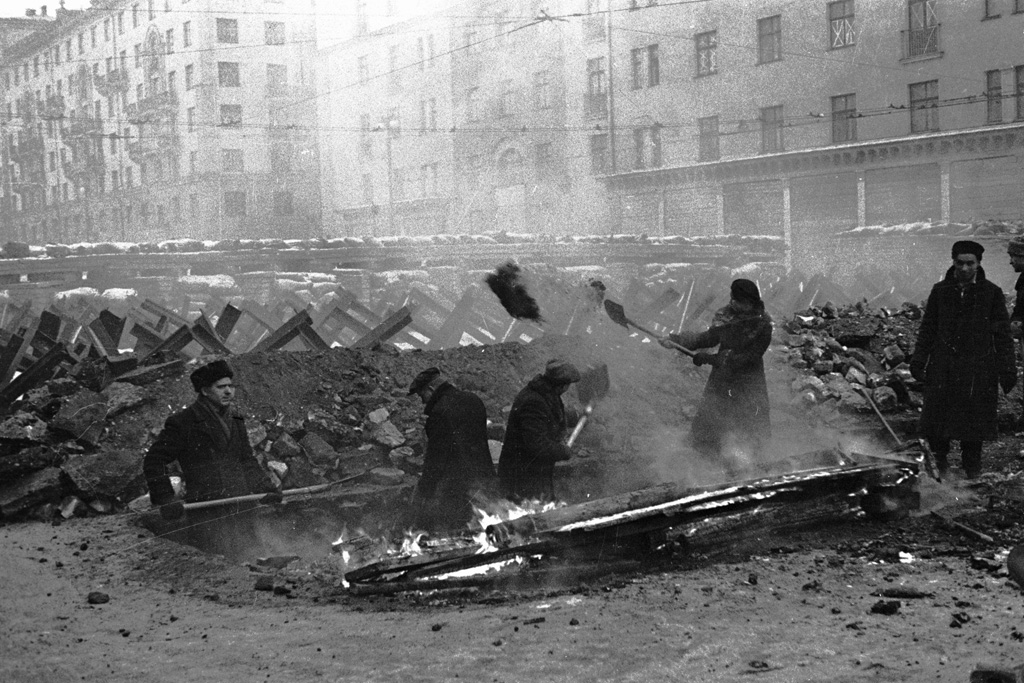
Moscovites creusant des tranchées anti-tank, 15 novembre 1941.
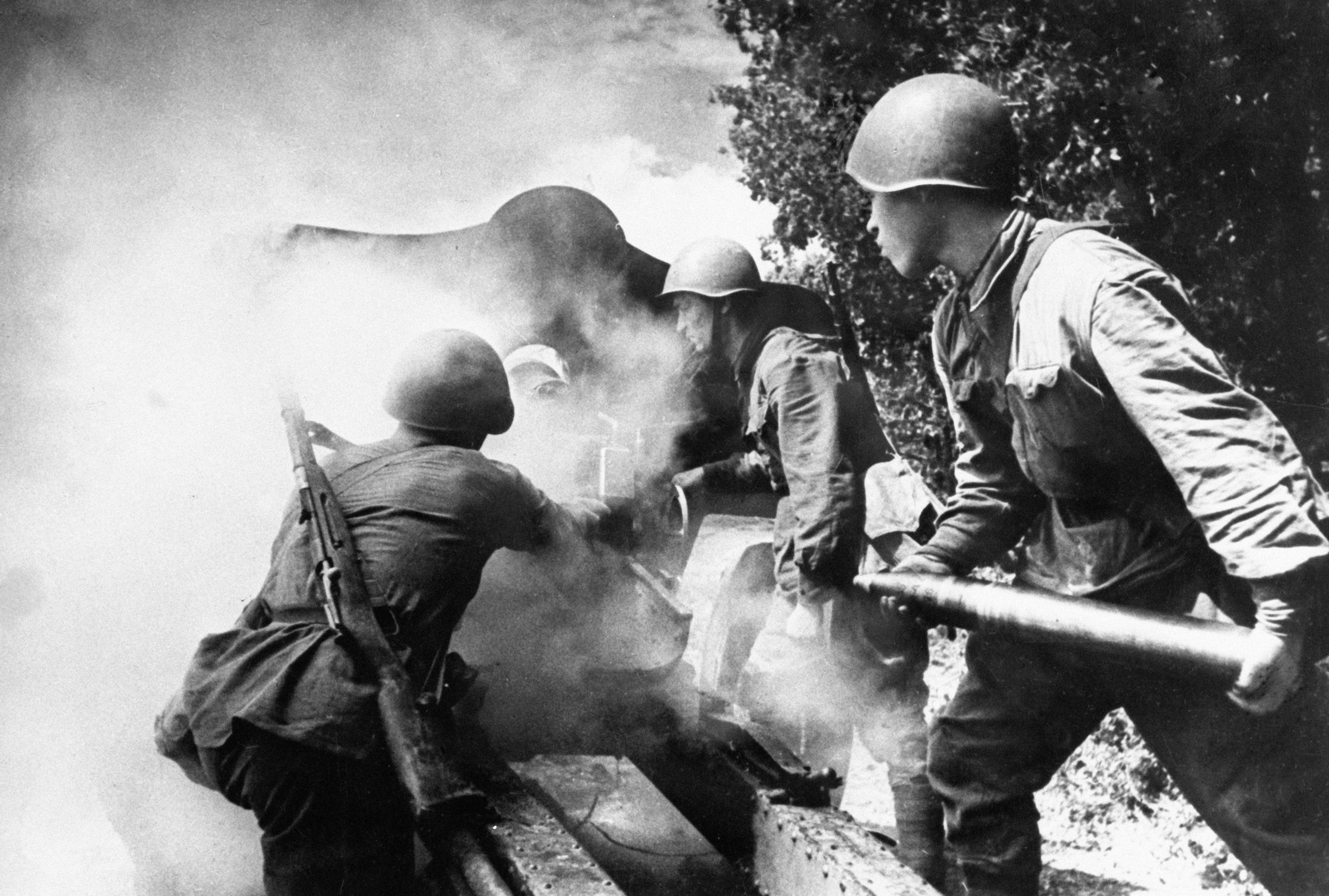
Soldats soviétiques, 1941.
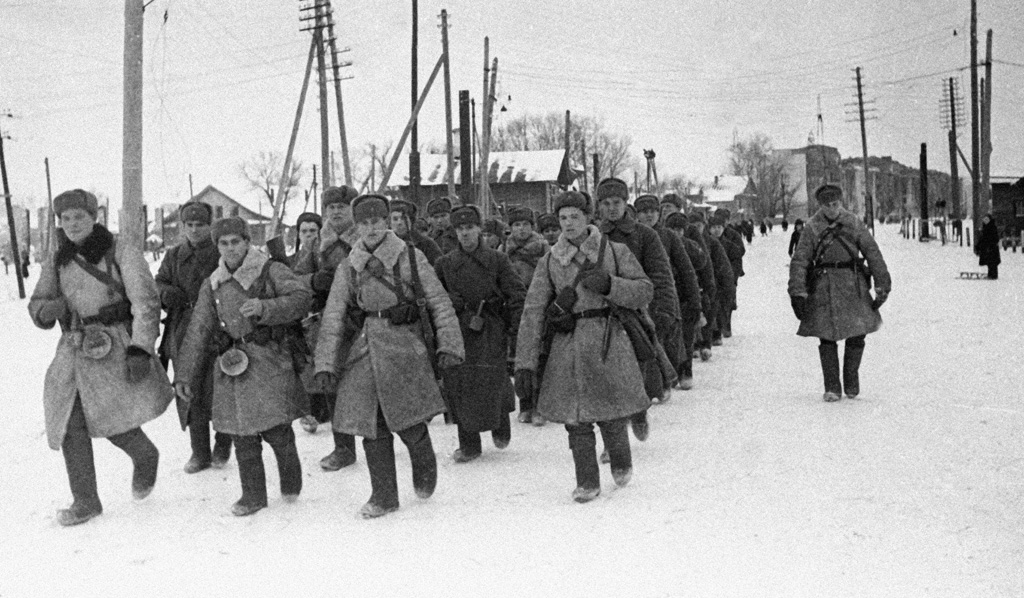
Unité d'infanterie soviétique, décembre 1941.
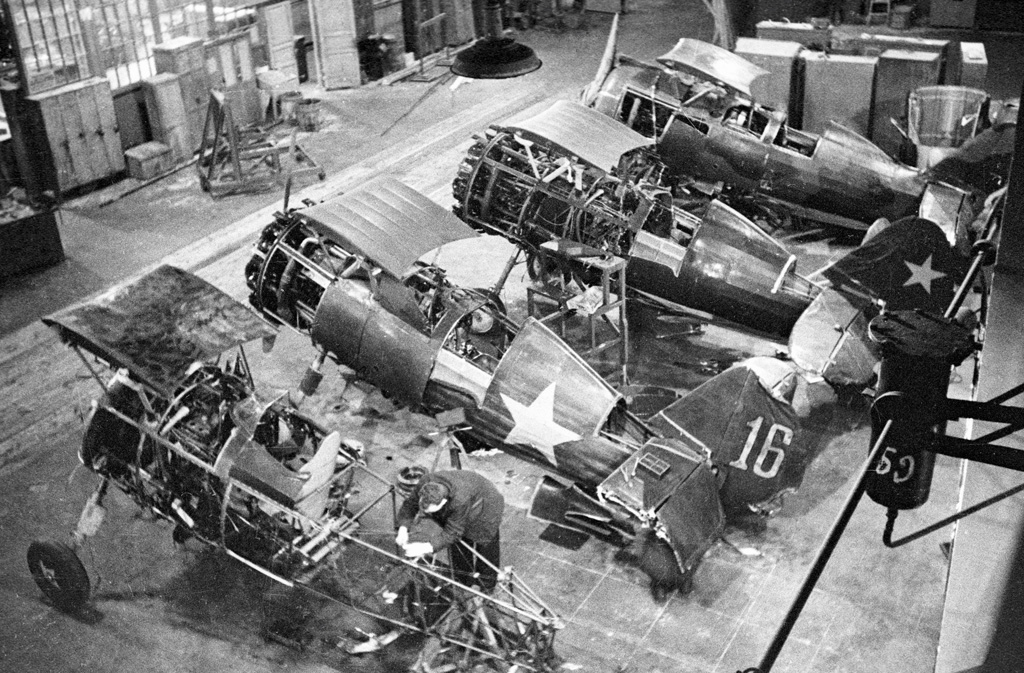
Avions en réparation dans une usine de Moscou, 22 décembre 1941.
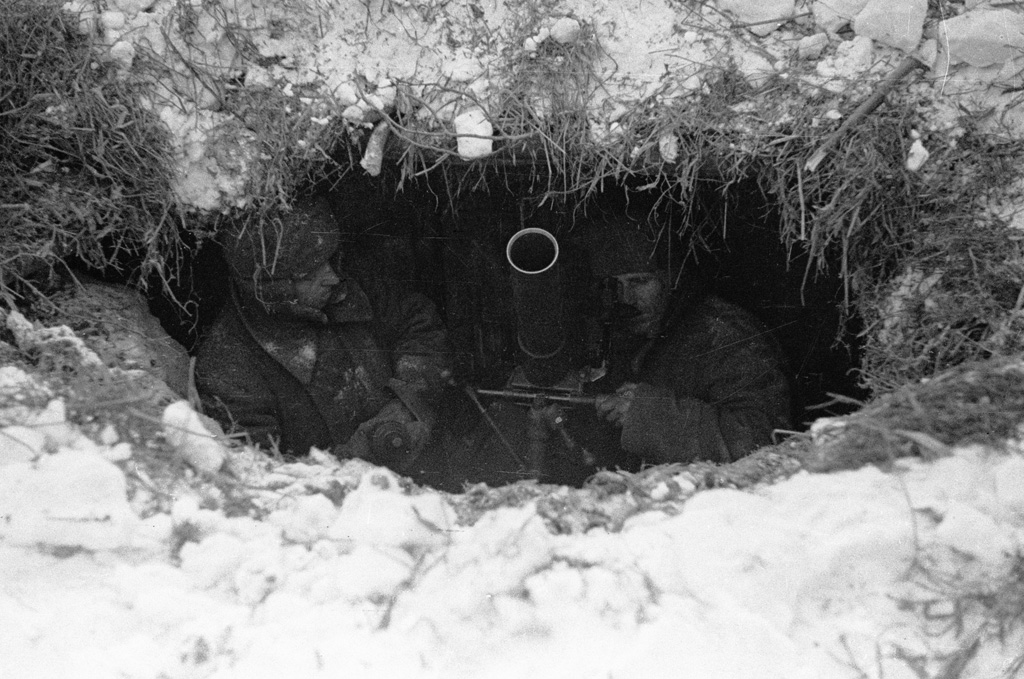
Soldats servant un mortier, 27 décembre 1941.
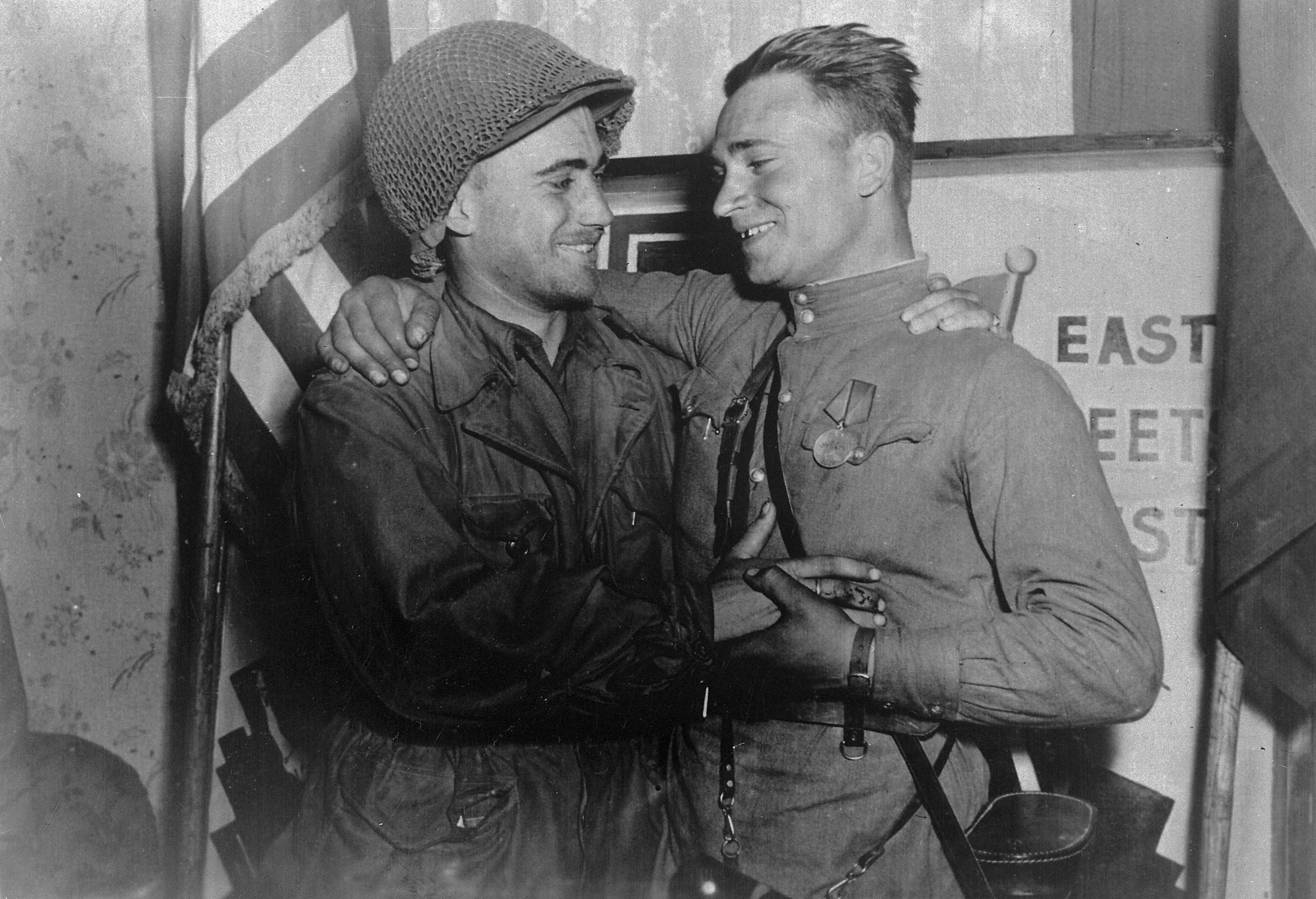
Le lieutenant William Robertson, de l'US Army, et le lieutenant Alexander Sylvashko, de l'Armée rouge, devant le panneau East Meets West symbolisant la rencontre historique des armées soviétique et américaine, près de Torgau, en Allemagne, le jour de l'Elbe, 27 avril 1945.
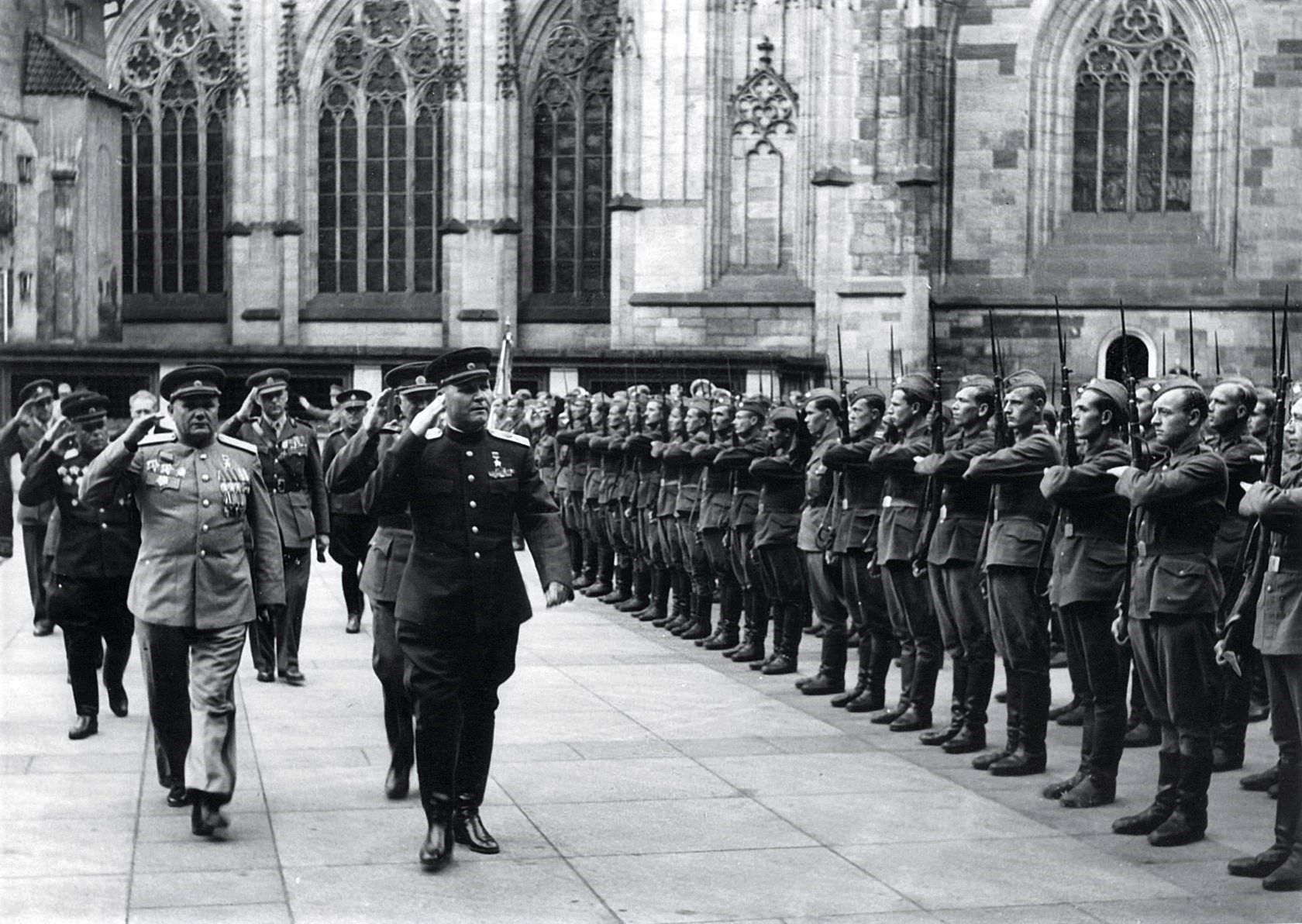
Le maréchal Ivan Koniev et le général Andreï Ieremenko saluant les troupes lors d'une cérémonie de remise de l'Ordre du Lion blanc au château de Prague, le 6 juin 1945.